# LT vz.33
Tančík vz.33 — чехословацкая танкетка образца 1933 года.

## История
В марте 1930 года правительство Чехословакии закупило для испытаний английскую танкетку Carden-Loyd Mk VI, на основе конструкции которой в 1931 году был построен прототип танкетки ČKD (Praga) P-I.
В 1933 году танкетка была принята на вооружение под наименованием Tančík vz. 33.
В октябре 1933 года было построено 3 прототипа P-I (№№ NIX223 — 225, позже 13359 — 13361). С февраля по октябрь 1934 собрали 70 серийных машин (№№ 13420 — 13489).
Всего было выпущено 73 машины (3 прототипа и 70 серийных танкеток).

## Конструкция

### Управление танкеткой
Водительское кресло располагалось справа, над ним был расположен наблюдательный люк размерами 300×125 мм и толщиной пуленепробиваемого стекла в 50 мм. Слева от водителя располагался стрелок, который мог наблюдать за полем боя через точно такой же люк.

### Вооружение
Оружием являлись два пулемёта ZB vz. 26 с боекомплектом 2600 патронов.

### Бронирование
Броня танкетки собиралась на каркасе из угловой стали. Толщина брони: 12 мм лобовая броня, 8 мм бортовая броня, по 6 мм кормовая и верхняя броня. Нанести урон по танкетке при помощи патронов 7,92×57 мм можно было с расстояния не более 185 м при таком бронировании.

### Двигатель
Двигатель жидкостного охлаждения был 4-цилиндровым и имел объём 1,95 л. При его мощности в 30 лошадиных сил можно было развить скорость до 35 км/ч. Цистерны с топливом (50 л каждая располагались по обеим сторонам двигателя.

### Трансмиссия
Трансмиссия состояла из 4 передних передач и одной задней.

## Страны-эксплуатанты
- Чехословакия — принята на вооружение, но в период до немецкой оккупации страны в марте 1939 года в боевых действиях не применялась.
- Нацистская Германия — после аннексии Судетской области и немецкой оккупации Чехословакии в марте 1939 года 40 трофейных танкеток оказались в распоряжении немецкого военного командования. 30 из них пошли на слом. Остальные применялись для обучения механиков-водителей.
- Словакия — в марте 1939 года 30 танкеток чехословацкой армии поступили на вооружение словацкой армии[1]. Ими был укомплектован 2-й танковый батальон и 1-я танкетная рота. Последний раз принимали участие во время Словацкого национального восстания.
- Иран — один прототип подарен шаху Ирана.